# Аздейкович, Предраг
Предраг Аздейкович (серб. Предраг Аздејковић; род. 15 июля 1978 или 1978, Леонберг, Баден-Вюртемберг) — сербский ЛГБТ-правозащитник, журналист, писатель, режиссёр кино и театра. Предраг Аздейкович — директор Информационного центра для геев и лесбиянок, директор фестиваля «Мерлинка», главный редактор журнала для геев «Оптимист», продюсер нескольких короткометражных фильмов и документальных фильмов, а также нескольких отмеченных наградами театральных постановок, посвященных жизни ЛГБТ. Он является членом Ассоциации журналистов Сербии.

## Биография
Предраг Аздейкович родился 15 июля 1978 года в Леонберге, Германия.
До шести лет жил в Германии, а в 1984 году переехал в Сербию, затем в Югославию. Основатель веб-портала GayEcho, редактор рубрики «Rainbow» в ежемесячном справочнике «Yellow Cab», основатель и главный редактор единственного гей-журнала на сербском языке «Оптимист», режиссёр международного квир-кинофестиваля «Мерлинка». В 2006 году он стал VIP-блогером в B92. В 2006 году он стал соавтором книги «Others — From patriarchal construction to alternative politics». В 2011 году опубликовал сатирическую книгу «Время геморроя». В 2017 году стал соавтором книги «Мне есть, что вам сказать — возвращение из Брисбена и другие истории».

## Фильмография
| Год  | Фильм                      | Заметки    |
| ---- | -------------------------- | ---------- |
| 2015 | Samo neka je zivo i zdravo | Продюсер   |
| 2016 | When I Come Out… Be There  | Сопродюсер |
| 2018 | Topli film                 | Сопродюсер |
| 2020 | Roxanda                    | Продюсер   |

## Театр
| Год  | Постановка            | Заметки              |
| ---- | --------------------- | -------------------- |
| 2014 | Merlinka’s Confession | Режиссёр-постановщик |
| 2018 | … And the others      | Режиссёр-постановщик |
| 2019 | Fear from butterflies | Режиссёр-постановщик |